# Dan Seymour
Dan Seymour (* 22. Februar 1915 in Chicago als Daniel Seymour Katz; † 25. Mai 1993 in Santa Monica) war ein US-amerikanischer Filmschauspieler.

## Leben
Seymour spielte zwischen 1942 und 1987 in insgesamt über 100 Filmen. Er war unter anderem Nebendarsteller von Humphrey Bogart in Casablanca (in einer kleineren Rolle als Türsteher Adbul), Haben und Nichthaben (in einem größeren Auftritt als schurkischer Captain Renard) und Gangster in Key Largo (als einer der Handlanger von Edward G. Robinsons Hauptschurken). In der Road-to-Reihe mit Bing Crosby und Bob Hope spielte er im dritten Film der Reihe mit, in Der Weg nach Marokko (Road to Morocco). Des Weiteren spielte in mehreren Filmen unter der Regie von Fritz Lang, u. a. mit Gary Cooper. Durch seinen Körperbau – Seymour wog über 120 Kilogramm – und seine Fähigkeit, düster und verschlagen auszusehen, waren seine Domäne vor allem zweifelhafte Charaktere oder Bösewichte wie Gangster und bestechliche Polizisten. Nach den 1950er-Jahren war Seymour nur noch selten in Kinofilmen anzutreffen und übernahm stattdessen Gastrollen in verschiedenen Fernsehserien.
Seymour verfügte über einen Abschluss als B.S. der Universität von Chicago. Er war verheiratet mit Evelyn Schwart, aus dieser Verbindung gingen die Söhne Jeff und Greg hervor.

## Filmografie (Auswahl)
- 1942: Zeuge der Anklage (The Talk of the Town)
- 1942: Der Weg nach Marokko (Road to Morocco)
- 1942: Casablanca
- 1944: Kismet
- 1944: Haben und Nichthaben (To Have and Have Not)
- 1945: Seine Frau ist meine Frau (Guest Wife)
- 1945: Jagd im Nebel (Confidential Agent)
- 1945: Ein Mann der Tat (San Antonio)
- 1946: Im Geheimdienst (Cloak and Dagger)
- 1947: Die Bestie von Shanghai (Intrigue)
- 1947: Die falsche Sklavin (Slave Girl)
- 1948: Gangster in Key Largo (Key Largo)
- 1948: Terror am Kilometerstein 13 (Highway 13)
- 1950: Abbott und Costello als Legionäre (Abbott and Costello in the Foreign Legion)
- 1950: Der Mann ihrer Träume (Young Man with a Horn)
- 1951: Das Herz einer Mutter (The Blue Veil)
- 1952: Mara Maru (Mara Maru)
- 1953: Heißes Eisen (The Big Heat)
- 1953: Mörder ohne Maske (Second Chance)
- 1953: Spionagenetz Tanger (Tangier Incident)
- 1954: Lebensgier (Human Desire)
- 1955: Abbott und Costello als Mumienräuber (Abbott and Costello meet the Mummy)
- 1956: Jenseits allen Zweifels (Beyond a Reasonable Doubt)
- 1957: Der Mann, der niemals lachte (The Buster Keaton Story)
- 1957: Der Regimentstrottel (The Sad Sack)
- 1959: Die Rückkehr der Fliege (The Return of the Fly)
- 1959: Watusi